# Richard Ripley
Richard Nicholson Ripley (né le 23 juin 1901 à Ormesby et décédé en juillet 1996 à Hartlepool) est un athlète britannique spécialiste du 400 mètres. Il était affilié au Polytechnic Harriers.

## Biographie

### Palmarès
| Date | Compétition           | Lieu  | Résultat | Performance  |
| ---- | --------------------- | ----- | -------- | ------------ |
| 1924 | Jeux olympiques d'été | Paris | 3e       | 3 min 17 s 4 |

### Records
| Épreuve    | Performance | Lieu | Date |
| ---------- | ----------- | ---- | ---- |
| 400 mètres | 49 s 8      |      | 1925 |